# Дейв Кінг
Дейв Кінг (англ. Dave King; 22 грудня 1947, Норт-Бетлфорд, Саскачеван, Канада) — канадський тренер. Член Зали слави хокею (1997).

## Кар'єра гравця
Як гравець Дейв Кінг виступав здебільшого за студентські команди (був більше граючим тренером). У Драфті НХЛ 1976 року був обраний під 37-м номером клубом «Вашингтон Кепіталс» але ніколи не виступав та і закінчив кар'єру гравця через рік. 

## Кар'єра тренера
Кінг тренував з 1972 року університетські команди та юнацькі команди у Західній хокейній лізі.
У 1982 році він очолив молодіжну національну збірну Канади та здобув титул чемпіонів світу, перший в історії збірної. З 1983 по 1992 роки Дейв тренував олімпійську збірну Канади (весною очолював національну збірну), разом із збірною у 1987 році виграв Приз Известия, а також срібні медалі на чемпіонатах світу 1989 та 1991 років та Олімпійських Іграх в Альбервілі 1992 року. Згодом перейшов працювати в НХЛ, де очолив клуб «Калгарі Флеймс». З 1997 по 1999 Дейв був помічником головного тренера клуб «Монреаль Канадієнс», з 2000 по 2003 очолює клуб «Колумбус Блю-Джекетс».
В сезоні 2003/04 очолює клуб Німецької хокейної ліги «Гамбург Фрізерс». Регулярний сезон завершили на третьому місці, а плей-оф завершили у півфіналі поступившись «Франкфурт Ліонс». Наступного сезону «Гамбург Фрізерс» посів восьме місце у регулярному сезоні та поступився у чвертьфіналі «Франкфурт Ліонс». У сезоні 2005/06 Кінг тренує російський «Металург» (Магнітогорськ) та вже у грудні 2005 виграє Кубок Шпенглера, ця перемога стала третьою для тренера, ще двічі він вигравав разом з командою Канади. У 2007 році Дейв переїхав до шведського клубу «Мальме Редгокс». У сезоні 2008/09 знову очолює німецький клуб, цього разу «Адлер Мангейм». Четверте місце у регулярному чемпіонаті та поразка у півфіналі майбутньому переможцю Айсберен Берлін 1:3. Наступний сезон клуб з Мангайму розпочав вкрай невдало і 28 лютого 2009 року Кінг був звільнений з посади головного тренера.
З сезону 2009/10, Дейв працює асистентом головного тренера «Фінікс Койотс». У «Койотс» він працював до сезону 2013/14. У сезоні 2013/14 (з 3 лютого по 1 жовтня 2014) очолює клуб КХЛ «Локомотив» (Ярославль).
Напередодні сезону 2014/15 Кінг повернувся в ролі консультанта до «Аризона Койотс».

## Статистика головного тренера у НХЛ
| Клуб  | Рік     | Регулярний сезон | Регулярний сезон | Регулярний сезон | Регулярний сезон | Регулярний сезон | Регулярний сезон | Регулярний сезон | Плей-оф               |
| Клуб  | Рік     | І                | В                | П                | Н                | ПО               | О                | Дивізіон (місце) | Результат             |
| ----- | ------- | ---------------- | ---------------- | ---------------- | ---------------- | ---------------- | ---------------- | ---------------- | --------------------- |
| КФ    | 1992–93 | 84               | 43               | 30               | 11               | -                | 97               | 2                | Поразка у 1-му раунді |
| КФ    | 1993–94 | 84               | 42               | 29               | 13               | -                | 97               | 1                | Поразка у 1-му раунді |
| КФ    | 1994–95 | 48               | 24               | 17               | 7                | -                | 55               | 1                | Поразка у 1-му раунді |
| КБД   | 2000–01 | 82               | 28               | 39               | 9                | 6                | 71               | 5                | не грали в плей-оф    |
| КБД   | 2001–02 | 82               | 22               | 47               | 8                | 5                | 57               | 5                | не грали в плей-оф    |
| КБД   | 2002–03 | 40               | 14               | 20               | 4                | 2                | (34)             | 5                | (до 7січня 2003)      |
| Разом | Разом   | 420              | 173              | 182              | 52               | 13               |                  |                  | 8-12 Плей-оф рекорд   |

## Нагороди
Дейв Кінг у 1992 році нагороджений орденом Канади. У 1997 році став членом Канадського Залу слави хокею, а у 2001 до Залу слави ІІХФ.